# Liste der Mitglieder der National Academy of Sciences/1970
Im Jahr 1970 wählte die National Academy of Sciences der Vereinigten Staaten 60 Personen zu ihren Mitgliedern.

## Neugewählte Mitglieder
- Robert McC. Adams (1926–2018)
- Bernie J. Alder (1925–2020)
- Charlotte Auerbach (1899–1994)
- John D. Baldeschwieler (* 1933)
- Derek H. R. Barton (1918–1998)
- Jerome A. Berson (1924–2017)
- Paul Delos Boyer (1918–2018)
- Lewis M. Branscomb (1926–2023)
- Bernard F. Burke (1928–2018)
- Stanley A. Cain (1902–1995)
- Hendrik B. G. Casimir (1909–2000)
- Robert Corey (1897–1971)
- James W. Cronin (1931–2016)
- William G. Dauben (1919–1997)
- Edward E. David, Jr. (1925–2017)
- Ralph Emerson (1912–1979)
- Sterling Emerson (1900–1988)
- Albert E. J. Engel (1916–1995)
- Albert Frey-Wyssling (1900–1988)
- Israel M. Gelfand (1913–2009)
- Robert A. Good (1922–2003)
- Richard M. Goody (1921–2023)
- Harold Grad (1923–1986)
- James D. Hardy (1904–1985)
- Leon A. Heppel (1912–2010)
- Harold Hotelling (1895–1973)
- A. Dale Kaiser (1927–2020)
- Nathan O. Kaplan (1917–1986)
- Irving M. Klotz (1916–2005)
- Rebecca Lancefield (1895–1981)
- Walter B. Langbein (1907–1982)
- Peter D. Lax (1926–2025)
- Daniel S. Lehrman (1919–1972)
- A. Starker Leopold (1913–1983)
- Cyrus Levinthal (1922–1990)
- M. Stanley Livingston (1905–1986)
- Willem J. Luyten (1899–1994)
- Rudolph A. Marcus (* 1923)
- Sanichiro Mizushima (1899–1983)
- Carl Vernon Moore (1908–1972)
- Eugene P. Odum (1913–2002)
- Ruth Patrick (1907–2013)
- Gerald L. Pearson (1905–1987)
- Rudolf Peierls (1907–1995)
- Max F. Perutz (1914–2002)
- George Pickering (1904–1980)
- Alexander Rich (1924–2015)
- Herschel L. Roman (1914–1989)
- Emilio Rosenblueth (1926–1994)
- Paul A. Samuelson (1915–2009)
- Arthur L. Schawlow (1921–1999)
- Menahem M. Schiffer (1911–1997)
- Stephen Smale (* 1930)
- George D. Snell (1903–1996)
- Jack L. Strominger (* 1925)
- Michael Tinkham (1928–2010)
- Benton J. Underwood (1915–1994)
- Bruce Wallace (1920–2015)
- Abraham White (1908–1980)
- Arthur S. Wightman (1922–2013)